# Хикипилас
Хикипилас (исп. Jiquipilas) — посёлок в Мексике, штат Чьяпас, входит в состав одноимённого муниципалитета и является его административным центром. Численность населения, по данным переписи 2020 года, составила 11 596 человек.

## Общие сведения
Название Jiquipilas с языка науатль можно перевести как — вьючное место.
Поселение было основано в доиспанский период народом соке, которые находились в союзе с ацтеками и участвовали в их походах на южные земли.
Первое упоминание относится к 1524 году, когда в регионе впервые появилась маримба.
В 1960—1969 годы рядом с Хикипиласом было проложено Панамериканское шоссе.